# Danguya pulchella
Danguya pulchella är en akantusväxtart som beskrevs av Raymond Benoist. Danguya pulchella ingår i släktet Danguya och familjen akantusväxter. Inga underarter finns listade i Catalogue of Life.